# Holberg (cràter)
Holberg és un cràter d'impacte en el planeta Mercuri de 64 km de diàmetre. Porta el nom de l'escriptor danès Ludvig Holberg (1684-1754), i el seu nom va ser aprovat per la Unió Astronòmica Internacional el 1976.